# Beloslava
Beloslava (bulgare : Белослава; en français littéralement du bulgare le nom signifie la «gloire blanche») est la fille du tsar bulgare Ivan Assen II par sa première épouse, probablement d'origine russe ou ruthène. Son nom est inconnu, il est donc conditionnellement marqué historiographiquement par la fresque de l'Ange blanc. Épouse de Stefan Vladislav, qui, grâce à l'union dynastique, mendiait et transférait les reliques de Sava de Serbie pour la consécration du Monastère de Mileševa.
Il apporte la paix entre les Bulgares et les Serbes. La fresque unique sur laquelle elle porte son nom historiographique a été envoyée outre-Atlantique le 23 juillet 1962 avec le premier signal de télévision par satellite comme une sorte de message de paix /le symbole de la paix — une Colombe de la paix/ de l'ancien au nouveau monde sur la veille de la Crise des missiles de Cuba, au cours de laquelle le monde est miraculeusement sauvé de l'autodestruction,.